# Daisuke Saito (futbolista nacido en 1980)
Daisuke Saito (斉藤 大介 Saito Daisuke?, nacido el 29 de agosto de 1980 en Osaka) es un futbolista japonés que se desempeña como centrocampista.

## Trayectoria

### Clubes
| Club             | País  | Año         |
| ---------------- | ----- | ----------- |
| Kyoto Sanga FC   | Japón | 1999 - 2008 |
| Vegalta Sendai   | Japón | 2008 - 2011 |
| Tokushima Vortis | Japón | 2011 - 2015 |
| Tochigi SC       | Japón | 2016        |
| Kochi United SC  | Japón | 2017        |
| Ococias Kyoto AC | Japón | 2018 -      |

## Estadística de carrera

### J. League
| Club               | Año   | J. League | J. League | Copa J. League | Copa J. League | Total | Total |
| Club               | Año   | Part.     | Goles     | Part.          | Goles          | Part. | Goles |
| ------------------ | ----- | --------- | --------- | -------------- | -------------- | ----- | ----- |
| Kyoto Purple Sanga | 1999  | 0         | 0         | 0              | 0              | 0     | 0     |
| Kyoto Purple Sanga | 2000  | 7         | 0         | 2              | 0              | 9     | 0     |
| Kyoto Purple Sanga | 2001  | 0         | 0         | -              | -              | 0     | 0     |
| Kyoto Purple Sanga | 2002  | 22        | 1         | 5              | 0              | 27    | 1     |
| Kyoto Purple Sanga | 2003  | 27        | 1         | 4              | 0              | 31    | 1     |
| Kyoto Purple Sanga | 2004  | 21        | 0         | -              | -              | 21    | 0     |
| Kyoto Purple Sanga | 2005  | 42        | 2         | -              | -              | 42    | 2     |
| Kyoto Purple Sanga | 2006  | 33        | 1         | 5              | 0              | 38    | 1     |
| Kyoto Sanga FC     | 2007  | 48        | 2         | -              | -              | 48    | 2     |
| Kyoto Sanga FC     | 2008  | 2         | 0         | 1              | 0              | 3     | 0     |
| Vegalta Sendai     | 2008  | 16        | 1         | -              | -              | 16    | 1     |
| Vegalta Sendai     | 2009  | 36        | 0         | -              | -              | 36    | 0     |
| Vegalta Sendai     | 2010  | 16        | 0         | 4              | 0              | 20    | 0     |
| Vegalta Sendai     | 2011  | 3         | 0         | 0              | 0              | 3     | 0     |
| Tokushima Vortis   | 2011  | 23        | 0         | -              | -              | 23    | 0     |
| Tokushima Vortis   | 2012  | 22        | 0         | -              | -              | 22    | 0     |
| Tokushima Vortis   | 2013  | 31        | 0         | -              | -              | 31    | 0     |
| Tokushima Vortis   | 2014  | 22        | 0         | 5              | 0              | 27    | 0     |
| Tokushima Vortis   | 2015  | 22        | 0         | -              | -              | 22    | 0     |
| Tochigi SC         | 2016  | 5         | 0         | -              | -              | 5     | 0     |
| Total              | Total | 398       | 8         | 26             | 0              | 424   | 8     |

## Palmarés

### Títulos nacionales
| Título             | Club               | País  | Año  |
| ------------------ | ------------------ | ----- | ---- |
| J2 League          | Kyoto Purple Sanga | Japón | 2001 |
| Copa del Emperador | Kyoto Purple Sanga | Japón | 2002 |
| J2 League          | Kyoto Purple Sanga | Japón | 2005 |
| J2 League          | Vegalta Sendai     | Japón | 2009 |